# Bertel Elmgaard
Hans Bertel Marius Elmgaard (16. oktober 1861–21. marts 1894) var en dansk forfatter.
Elmgaard var født i en landsby ved Vejle af bønderfolk. Efter at have gået på folkehøjskole blev han journalist, først ved et provinsblad og siden i København. Samtidig skrev han flere fortællinger og skitser fra land og by: Tøbrud (1883), Stille Egne (1885), Hjemstavnsbilleder (1888), I Marken (1894). De er tidsbilleder, der præges af en jævn og frisk, demokratisk ånd.